# 阿聯酋航空521號班機事故
阿聯酋航空521號班機是一架由阿聯酋航空營運自印度特里凡得琅國際機場至杜拜國際機場的定期航班，機型為波音777-31H，註冊代碼為A6-EMW。
2016年8月3日，杜拜當地時間12點45分時在降落杜拜國際機場時发生故障坠毁并爆炸起火，所幸機上乘客與機組員在45秒內全數逃出生還。报道称，有13人受到轻伤；其中有十位傷者被送往醫院治療，另外三位傷者則在機場緊急進行處置。
然而，一位來自拉斯海瑪的機場消防員在這起救援事件中因油箱爆炸不幸殉職，导致該事故成为了阿联酋航空的首个致命事故。

## 乘客和機組人員
機上載有282名乘客，18名組員，機師為澳洲籍。
| 國籍         | 數量 |
| ------------ | ---- |
|              | 2    |
|              | 1    |
| 巴西         | 2    |
|              | 1    |
| 埃及         | 1    |
| 德国         | 2    |
| 印度         | 226  |
| 愛爾蘭       | 4    |
| 黎巴嫩       | 1    |
| 马来西亚     | 2    |
| 菲律賓       | 1    |
| 沙烏地阿拉伯 | 6    |
| 南非         | 1    |
| 瑞士         | 1    |
| 泰國         | 2    |
| 突尼西亞     | 1    |
| 土耳其       | 5    |
| 阿联酋       | 11   |
| 英国         | 24   |
| 美国         | 6    |
| 合計         | 300  |

## 涉事機型
此次事故涉及的機型為波音777-31H型客機，由国际租赁财务公司（ILFC）擁有，2003年3月28日租借予阿聯酋航空，2004年国际租赁财务公司將該客機售予荷蘭愛爾開普飛機租賃公司（AerCap）後繼續租借予阿聯酋航空。註冊編號A6-EMW，生产线编号434，於2003年10月正式交由阿聯酋航空營運，機齡有13年，事故前飛行時數約57,000小時。
這架客機選配擁有兩具勞斯萊斯特倫特892的引擎。这是阿聯酋紀錄中首架整機報銷的飛機，亦是全球首架全機報銷的777-300飛機。

## 事故過程
航管人員指出該航班並未發出緊急狀態。目擊者指出飛機在進行重飛過程中起落架是處在收起狀態。疑為液壓失效，詳細情況待調查。
飛機落地後沿跑道打滑。雖然所有的乘客與機組人員均已安全疏散，但是隨後飛機馬上燃起了大火，行李與載運的貨物付之一炬，高聳的濃煙在機場四周都可以看到。此次事故也造成杜拜國際機場關場，多數航班均改飛往鄰近的阿勒馬克圖姆國際機場。